# Плотина (Луганская область)
Плотина (укр. Плотина) — село в Станично-Луганской поселковой общине Счастьенского района Луганской области Украины.
Население по переписи 2001 года составляло 764 человека. Почтовый индекс — 93643. Телефонный код — 6472. Занимает площадь 3,71 км².

## Местный совет
93641, Луганская область, Счастьенский район, с. Нижня Вільхова, вул. Октябрьська, 52  (укр.)